# APM (Perugia)
L'Azienda Perugina della Mobilità (in acronimo apm S.p.A.) è stata una società per azioni, concessionaria del trasporto pubblico nel comune di Perugia e in parte dell'omonima provincia, i cui soci unici erano la Provincia e il Comune medesimi.

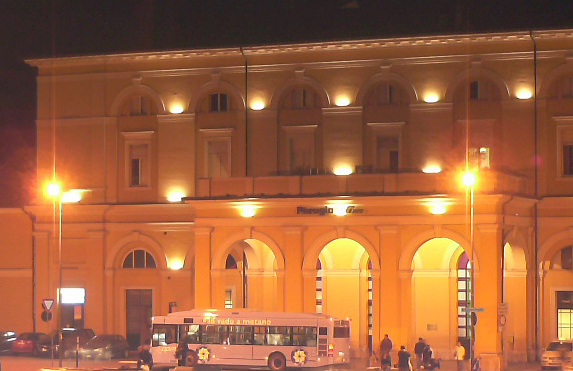
Un autobus APM in sosta alla stazione di Perugia

Dal 1º dicembre 2010 è confluita - con altre aziende umbre del settore - nella neocostituita Umbria Mobilità, la quale - per tramite della Umbria Mobilità Esercizio costituita nel 2014 - ha poi ceduto la quasi totalità dell'esercizio a Busitalia Sita Nord del Gruppo FF.SS. Italiane.

## Storia
L'apm venne fondata nel 1996 dalla fusione di ASP S.p.A. ed ATAM: la Auto Servizi Perugia, fondata nel 1907, gestiva il trasporto extraurbano della Provincia di Perugia e quello urbano di Assisi, Città di Castello, Gualdo Tadino, Gubbio e Todi; la Azienda Trasporti Autofilotranviari Municipalizzata di Perugia, fondata nel 1968, gestiva il trasporto urbano di Perugia.
Alcuni suoi autobus vennero noleggiati all'ATAC di Roma. L'apm ha posseduto la quota di un terzo (33,3%) della Roma TPL (nata nel 2000 come Tevere TPL): questa partecipazione - oltre a essere stata una delle cause del grave dissesto dell'azienda, la quale vantava crediti mai riscossi prima che divenissero inesigibili nei confronti della scarl - è stata ereditata da Umbria Mobilità che la conserva tuttora.
Dal 1997 la Società gestiva anche il servizio di navigazione sul lago Trasimeno.

## Esercizio e parco aziendale
L'apm disponeva in totale di 342 autobus e 8 motonavi e gestiva:
- il trasporto urbano di Perugia composto di 19 linee primarie, 11 linee secondarie, 19 linee speciali, 3 linee riservate ai disabili (per un totale di 937 km che in un anno diventavano quasi 7 milioni);
- il Minimetrò di Perugia (solo l'aspetto gestionale, condiviso con la Minimetrò S.p.A. fondata già prima che l'impianto prendesse servizio e competente per le restanti funzioni);
- i percorsi pedonali automatizzati di Perugia (cioè gli ascensori e le numerose scale mobili che collegano i parcheggi e le aree di interesse ai piedi dell'acropoli con il centro storico);
- il trasporto urbano di Assisi (composto di 3 linee), di Città di Castello, di Gualdo Tadino, di Gubbio e di Todi (per un totale di 1,4 mln. km annui);
- il trasporto extraurbano nella Provincia di Perugia a eccezione dei bacini folignate, spoletino e nursino;
- il servizio di navigazione sul lago Trasimeno, con collegamenti tra Passignano sul Trasimeno, Tuoro sul Trasimeno, Castiglione del Lago e l'Isola Maggiore e tra San Feliciano (Magione) e l'Isola Polvese.

Tramite una società sua partecipata, apm svolgeva il servizio di noleggio pullman.

### Rete urbana di Perugia
A Perugia, apm gestiva una fittissima rete di trasporto urbano. A seguito dell'entrata in servizio del Minimetrò, in ragione non solo della sopravvenuta inutilità di alcune linee che ne coprivano il tracciato ma soprattutto degli elevati costi che l'amministrazione perugina ha dovuto sostenere per la realizzazione (oltre 100 milioni di euro) e che continuava a sostenere per la manutenzione (circa 10 milioni annui), l'azienda ha ridotto drasticamente il trasporto pubblico urbano su gomma. Comunque, il trasporto pubblico a Perugia ha sempre dovuto fronteggiare il dato preoccupante dell'incremento della motorizzazione privata, essendo il capoluogo umbro il terzo d'Italia per numero di veicoli privati (71,2 auto circolanti ogni 100 abitanti).
Nel 2003 apm registrava un'alta affidabilità del servizio negli ambiti della regolarità delle corse e della puntualità degli autobus e un'alta qualità dell'offerta di servizio rispetto alle altre province medie italiane (4ª posizione). Si componeva di 32 linee (61,6%) a orario, 2 (3,8%) a frequenza di 1 ora, 3 (5,8%) a frequenza di 40 minuti, 5 (9,6%) a frequenza di 30 minuti e 10 (19,2%) a frequenza media di 15 minuti (10 o 20), per un totale di 52. Il parco veicoli constava di 114 vetture la cui età media (nel 2004) era di 6 anni e 3 mesi. Essendo il parco veicoli composto al tempo principalmente di bus euro 2, entro il 2009 apm ha provveduto al suo rinnovo con l'acquisto di autobus a gas naturale: l'operazione fu accompagnata dalla campagna "io vado a metano" (motto che ancora oggi si legge sui mezzi più vetusti tra quelli in dotazione all'attuale gestore Busitalia Sita Nord) e dall'adozione (per i soli nuovi bus) della nuova livrea azzurra in sostituzione della vecchia arancione.
Nel 2004 un biglietto urbano da 70 minuti a Perugia costava € 0,80. Il costo orario delle corse, dai 0,86 € del 2003, si è innalzato a € 1,29 a seguito dell'apertura del Minimetrò (nella cui occasione, tra l'altro, è nato il sistema tariffario integrato UP Unico Perugia).
Nel 2010, col passaggio della gestione a Umbria Mobilità, la numerazione delle linee ordinarie (a eccezione della sopravvissuta linea 100) è stata convertita in un elenco alfabetico, mentre le linee speciali sono rimaste numerate (dalla 101 alla 193).

## Passeggeri
Nel 2004, apm ha trasportato 14 milioni di passeggeri a Perugia e 5,3 milioni di utenti sulla rete extraurbana. Contava 561 dipendenti (2004).